# Petchia cryptophlebia
Petchia cryptophlebia är en oleanderväxtart som först beskrevs av John Gilbert Baker, och fick sitt nu gällande namn av A.J.M. Leeuwenberg. Petchia cryptophlebia ingår i släktet Petchia och familjen oleanderväxter. Inga underarter finns listade i Catalogue of Life.